# Packard Clipper
Packard Clipper – samochód amerykańskiej marki Packard produkowany w latach – 1941–1942, 1946–1947, a potem 1953–1957, w ramach 19, 20, 21 serii (1941–1947) i ostatnich seriach (26, 54 - 56) aut tej marki. Po raz pierwszy wprowadzony w 1941 roku, stał się pierwszym powojennym modelem Packarda.

## Historia

### Modele 1941–1942 – seria 19 i 20

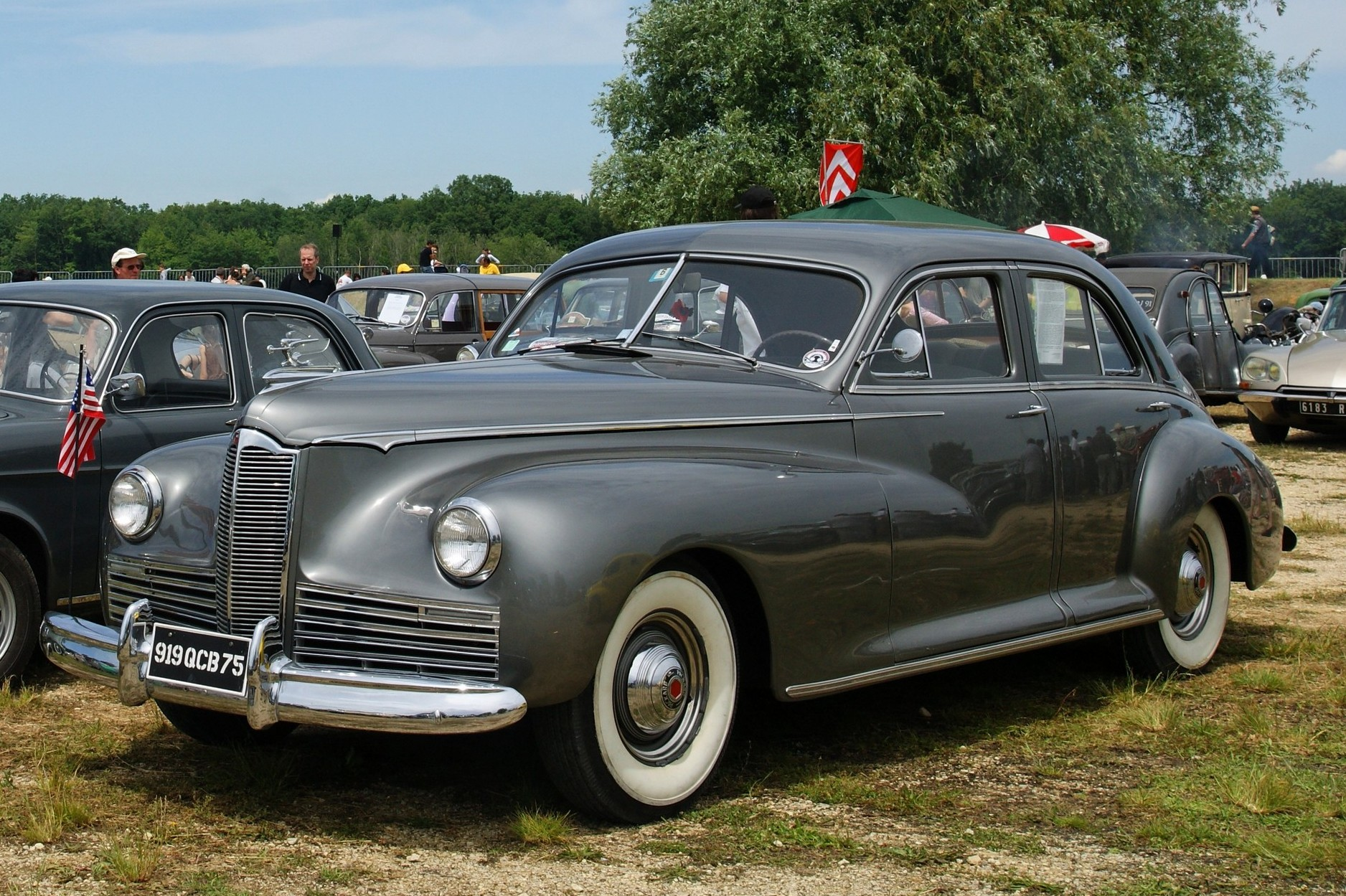
Packard Clipper z 1941

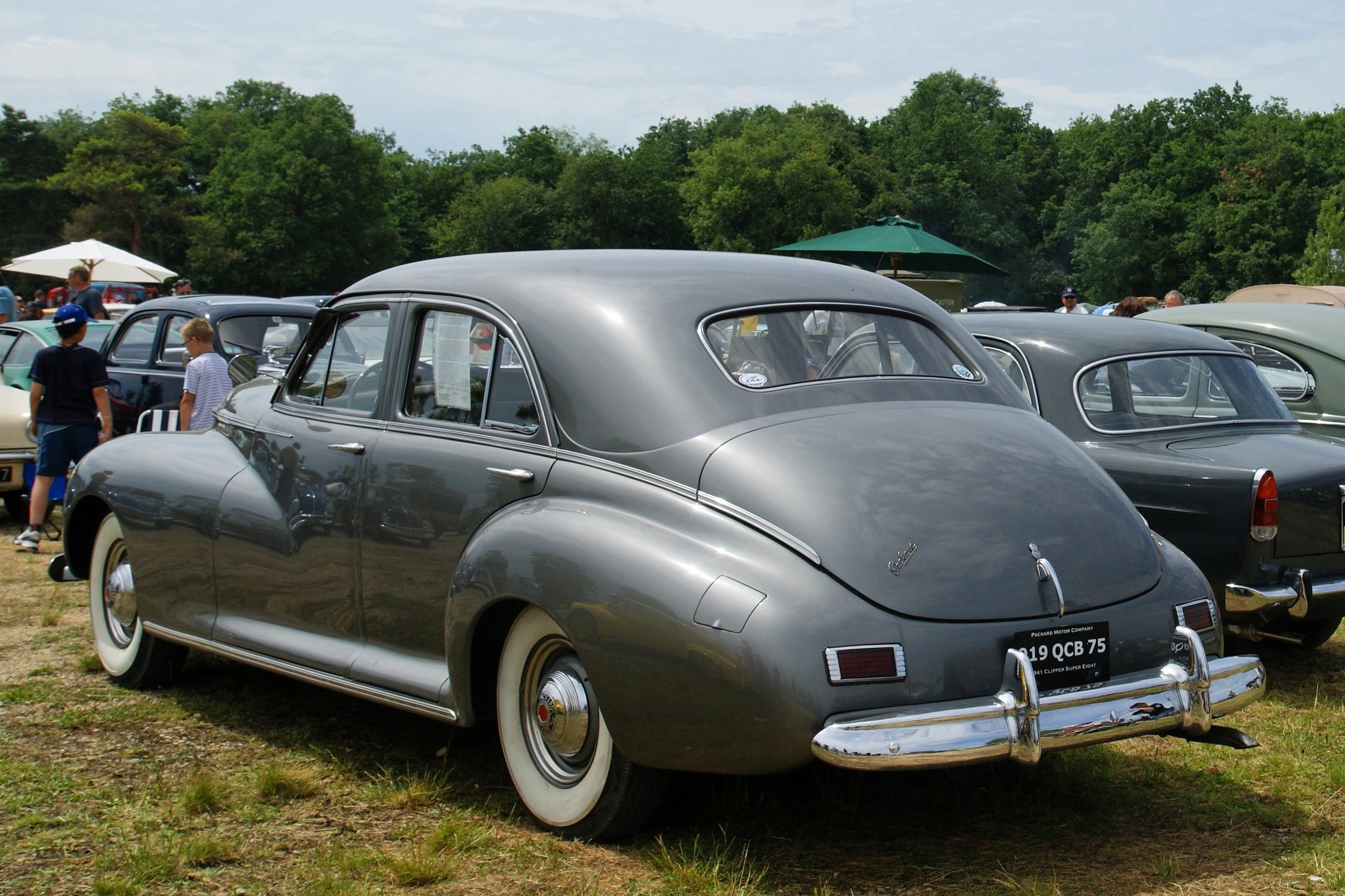
Packard Clipper z 1941 od tyłu

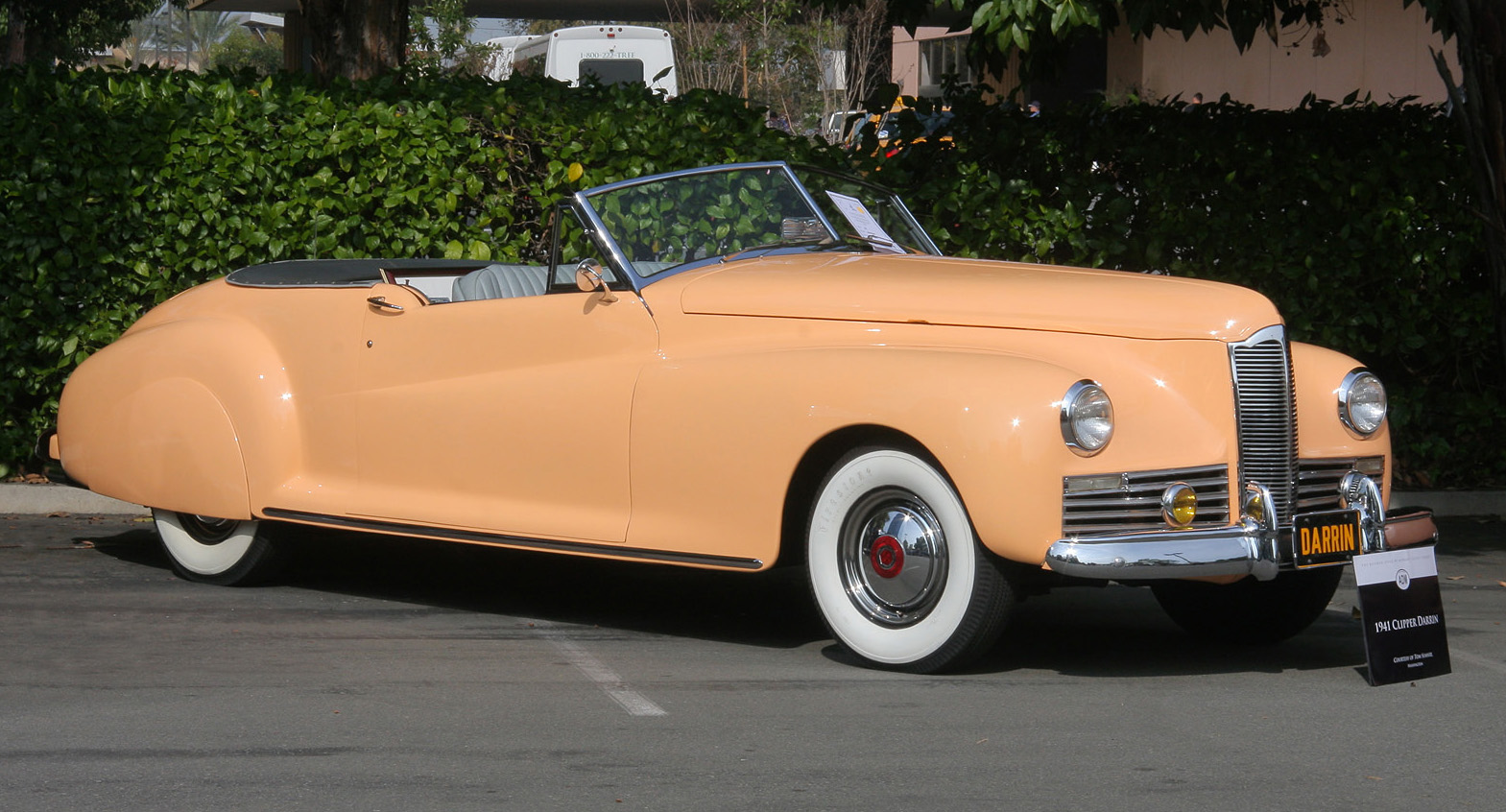
Packard Clipper z 1941 z indywidualnym nadwoziem kabriolet Darrina

Pod koniec 1940 roku Packard wypuścił na rynek poddane liftingowi samochody Packard 110 i 120 1941 roku modelowego, oznaczanego przez producenta jako 19. seria, które jednak nie sprzedawały się dobrze z powodu mało atrakcyjnej, zachowawczej stylistyki. Chcąc poprawić sytuację, w marcu 1941 roku, w połowie roku modelowego, Packard wypuścił nowy model Clipper. Został on na zlecenie Packarda całkowicie przestylizowany przez niezależnego stylistę Howarda „Dutch” Darrina, który był znany z projektowanych wcześniej ekskluzywnych nadwozi do Packardów na zamówienie. Wprowadził on najnowsze trendy stylistyczne, które miały się upowszechnić dopiero po II wojnie światowej, jak błotniki przednie płynnie łączące się z maską i przechodzące w przetłoczenia drzwi przednich oraz błotniki tylne również płynnie zintegrowane z panelami nadwozia zamiast oddzielnych. Całe nadwozie stało się bardziej opływowe. Powszechnie stosowane dotychczas stopnie boczne zostały zakryte dolnymi wygiętymi krawędziami drzwi, a kabina stała się nieco szersza. Przypuszcza się, że model ten mógł być planowany na kolejny rok, lecz został wypuszczony już wcześniej w celu ratowania słabej sprzedaży. Początkowo jedynym modelem był czterodrzwiowy sedan.
Clipper okazał się sukcesem i sprzedano ich 16 600 w ramach roku modelowego 1941 – niewiele mniej od modelu 120 (17 100 sztuk), mimo późnego debiutu. Cena wynosiła wówczas 1375 dolarów (o 114 dolarów drożej od modelu 120 i 319 dolarów drożej od sześciocylindrowego modelu 110). Clipper pod względem mechanicznym odpowiadał modelowi 120, z tym samym rozstawem osi 3,23 m (127 cali) i z ośmiocylindrowym silnikiem o mocy 120 KM. Samochody Packarda 1941 roku modelowego jako pierwsze wyposażone były opcjonalnie w klimatyzację, lecz technologia ta była jeszcze niedopracowana i wycofano ją od kolejnego roku.
W 20. serii, odpowiadającej 1942 rokowi modelowemu, w gamie nadwozi pojawił się dwudrzwiowy sedan oraz wprowadzono dwie wersje wyposażenia: Special i Custom. Clipper zastąpił modele 110 i 120 i był dostępny zarówno z silnikiem ośmiocylindrowym, jak i sześciocylindrowym. Clipper był dostępny także obok dotychczasowych modeli w „starszych” (senior) seriach 160 i 180, jako dwudrzwiowy Club Sedan i czterodrzwiowy Touring Sedan, o rozstawie osi 127 cali, z silnikiem o mocy 165 KM. W związku z przystąpieniem USA do II wojny światowej, już w lutym 1942 roku zaprzestano jednak produkcji samochodów na rynek cywilny.

### Modele 1946–1947 – seria 21

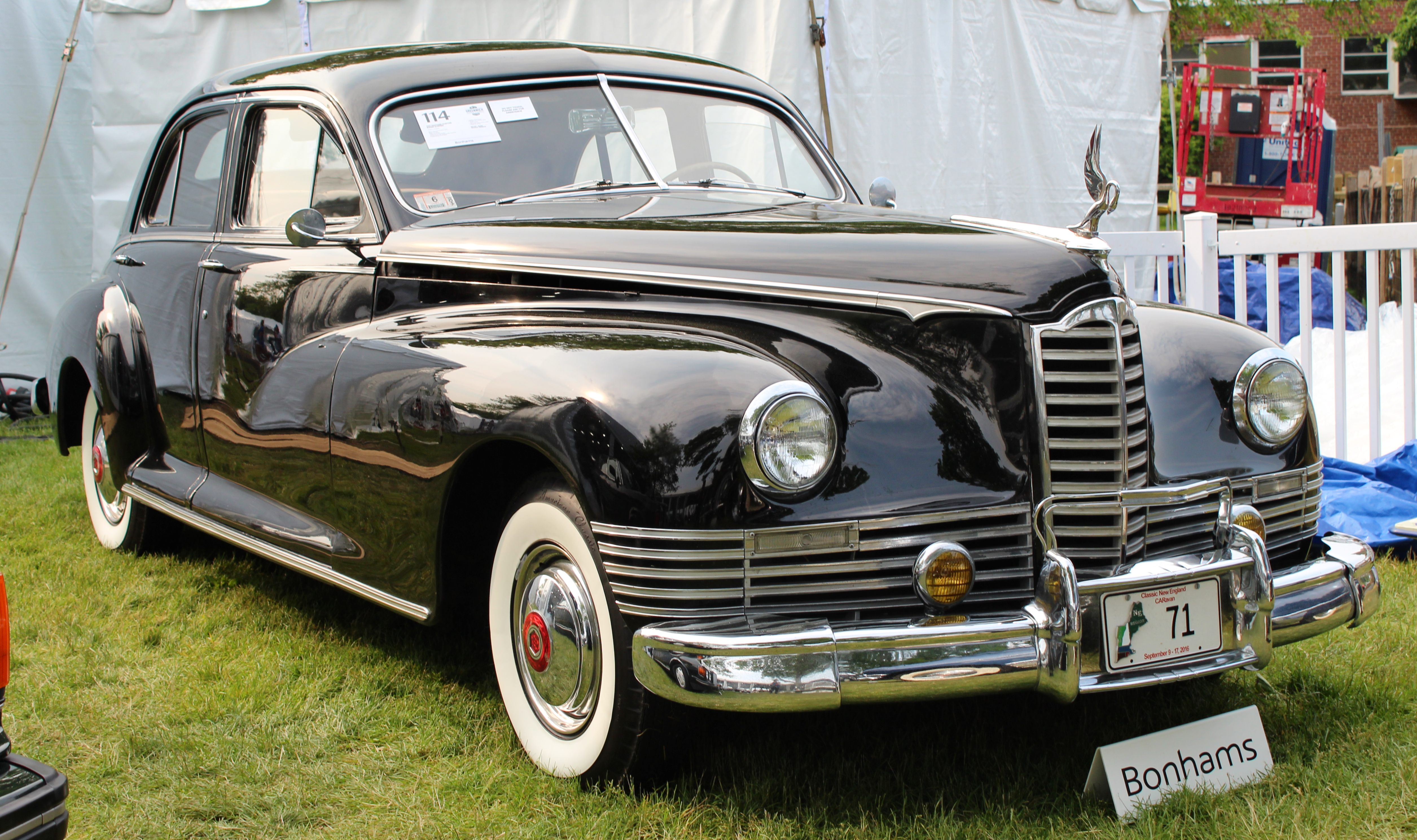
Packard Custom Super Clipper Touring Sedan z 1947

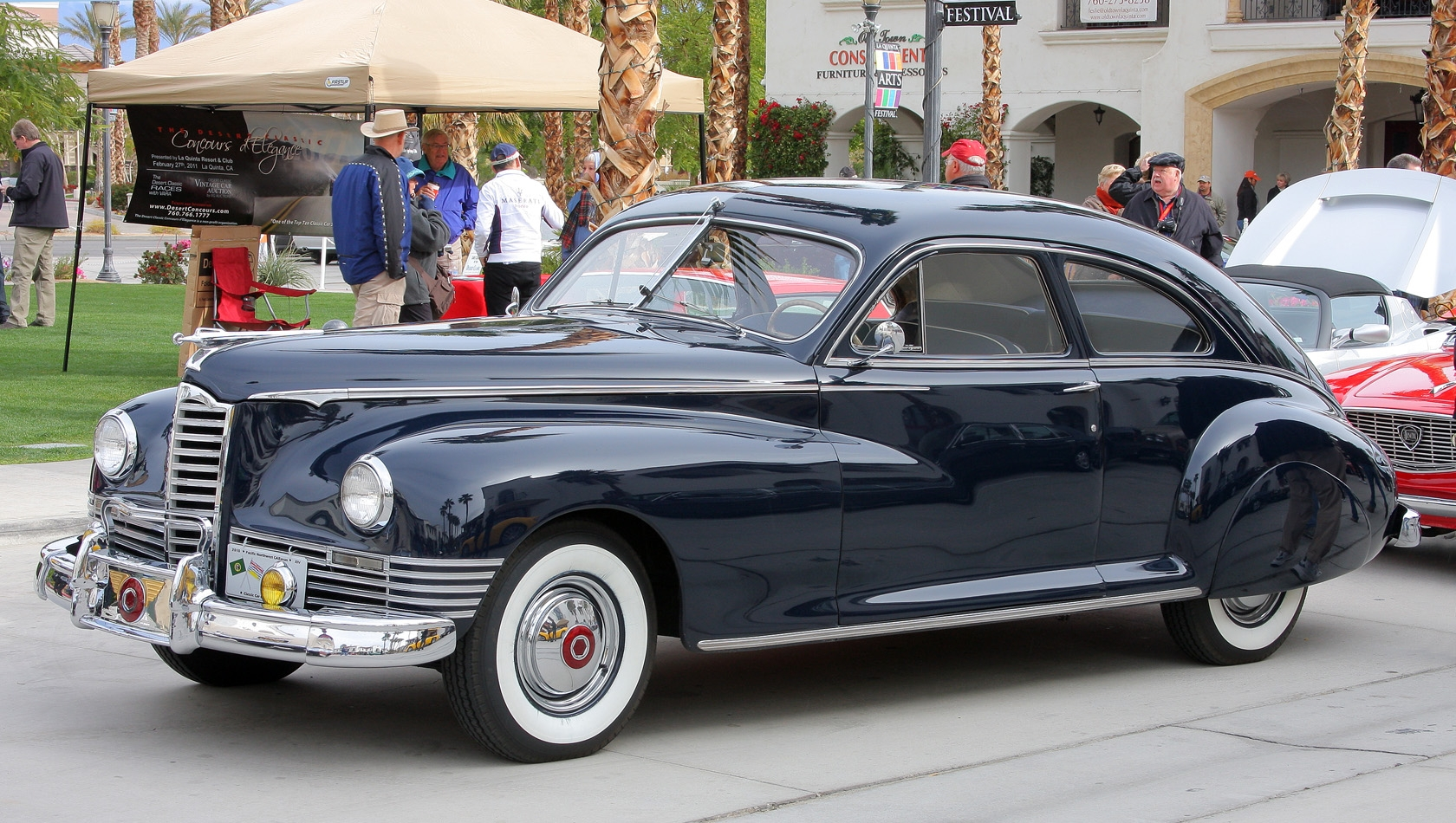
Packard Custom Super Clipper Club Sedan z 1947

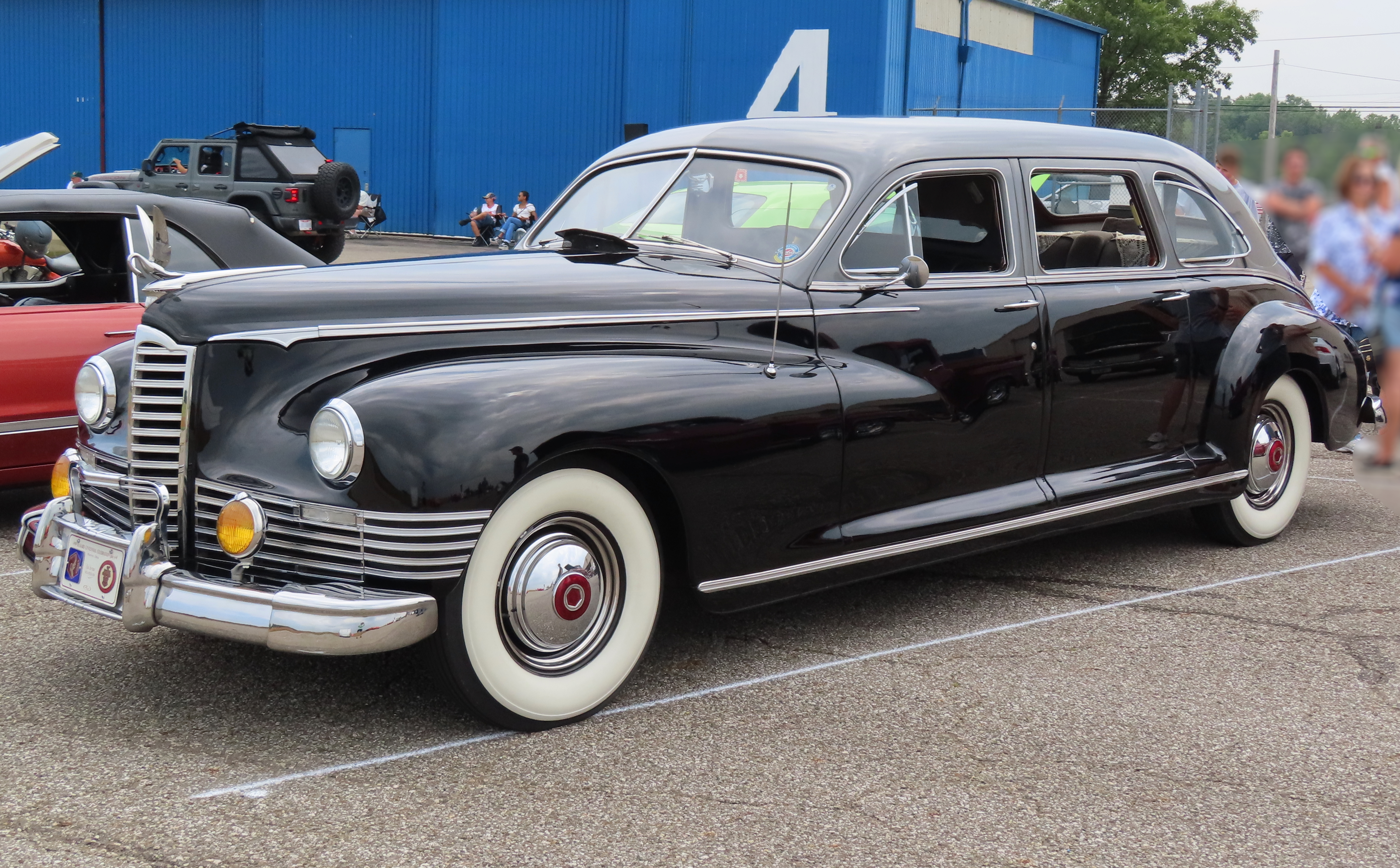
Packard Custom Super Clipper 7-miejscowa limuzyna z 1946

Po wojnie Packard wznowił produkcję samochodów, oznaczonych jako seria 21, już jesienią 1945 roku. Nadal wyróżniający się nowoczesnym wyglądem Clipper stał się wówczas jedynym produkowanym modelem. Zmiany stylistyczne były minimalne, przede wszystkim pionowa atrapa chłodnicy składała się z poziomych szerzej rozstawionych żeber. Zachowano poziome części atrapy po bokach, przy czym w modelu sześciocylindrowym żebra kończyły się pod reflektorami, a w pozostałych zachodziły na boki. Jako pierwszy w październiku 1945 roku wrócił do produkcji ośmiocylindrowy Clipper (określany Eight od liczby cylindrów), a w kwietniu 1946 roku sześciocylindrowy Clipper Six; oba o rozstawie osi 3,05 m (120 cali). Wersja ośmiocylindrowa miała ponadto lepiej wykończoną odmianę DeLuxe. W maju 1946 roku doszły natomiast przedłużone modele: Super Clipper i Custom Super Clipper, zastępując przedwojenne większe modele 160 i 180. Super (serii 2103) i Custom Super (serii 2106) miały rozstaw osi 3,23 m (127 cali), a luksusowe odmiany Custom Super (serii 2126) – 3,76 m (148 cali).
Z nadwozi dostępne były dwudrzwiowe sedany Club Sedan w stylu fastback i czterodrzwiowe sedany Touring Sedan w stylu notchback, wszystkie sześciomiejscowe. Najdłuższe modele Custom Super serii 2126 miały natomiast siedmiomiejscowe nadwozia sedan lub limuzyna indywidualnie budowane przez firmę nadwoziową Henney. Napęd przenoszony był przez trzybiegową skrzynię, z opcjonalnym nadbiegiem (76 dolarów). Samochody napędzały trzy przedwojenne silniki rzędowe dolnozaworowe:
- 6-cylindrowy o pojemności 4 l (245,3 in³) i mocy brutto 105 KM – w modelu Six,
- 8-cylindrowy o pojemności 4,6 l (282 in³) i mocy brutto 125 KM – w modelu Eight,
- 8-cylindrowy o pojemności 5,8 l (356 in³) i mocy brutto 165 KM – w modelach Super[5].

Powojenne ceny bazowe sięgały od 1680 dolarów za 2-drzwiowy Clipper Six przez 1802 dolary za 4-drzwiowy Clipper Eight do 3047 dolarów za 4-drzwiowy Custom Super Clipper. Clipper Eight konkurował z takimi samochodami wyższej klasy jak Buick Roadmaster i Chrysler New Yorker, a Super Clipper już z takimi jak Cadillac Series 62. Jedynie najdłuższa luksusowa limuzyna kosztowała 4496 dolarów, na poziomie najdroższego na rynku Cadillaca 75 Fleetwood. Wyprodukowano 28 002 samochody odpowiadające 1946 rokowi modelowemu, z tego większość sześciocylindrowych (prawie 16 tysięcy, w tym pewna liczba przeznaczona na zabudowy jako taksówki).
W 1947 roku Packard kontynuował produkcję niezmienionych samochodów 21. serii, tradycyjnie ignorując coroczne zmiany lat modelowych innych producentów. Zrezygnowano tylko z uboższego modelu Eight, pozostawiając w tej wersji silnikowej tylko odmiany DeLuxe. Wyprodukowano 49 296 samochodów odpowiadających rocznikowi 1947; tym razem najliczniejszy był model DeLuxe Clipper Eight (prawie 24 tysiące). Samochody podrożały o kilkanaście procent i 4-drzwiowy DeLuxe Clipper kosztował od 2149 dolarów. Packard Clipper produkowany był do sierpnia 1947 roku, a od września został zastąpiony przez nowo zaprojektowanego Packarda Eight 22. serii.

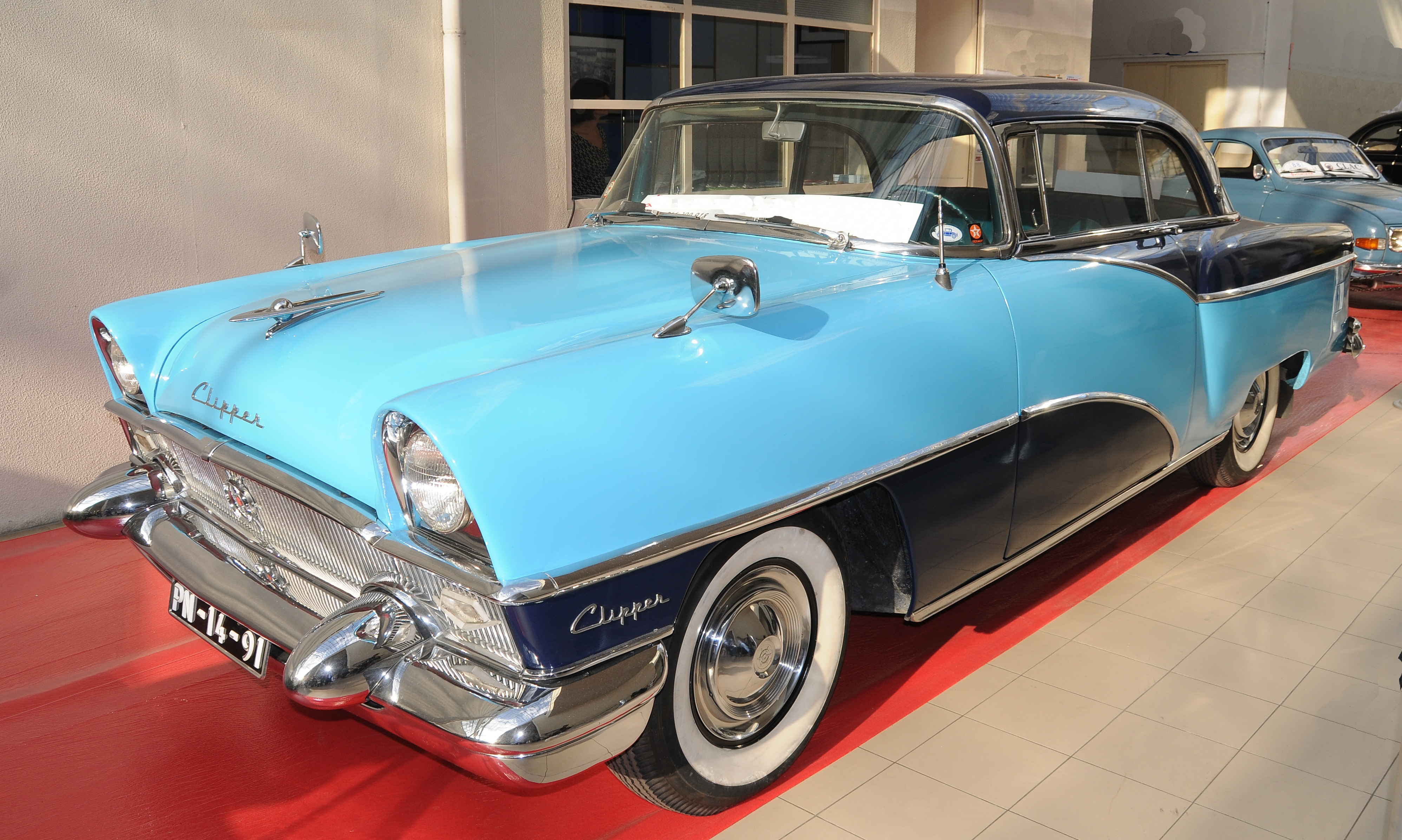
Packard Clipper z 1955

Do nazwy Clipper powrócono w latach 1953 - 1957, w schyłkowym okresie istnienia przedsiębiorstwa. Roczniki 1953/1957 nie powtórzyły sukcesu modelu 1946/1947 i marka Packard została zlikwidowana. W latach 1955–1956 władze firmy usiłowały wypromować model Clipper jako osobną markę średniej klasy tak, by nazwa Packard była zarezerwowana dla pojazdów klasy wyższej. Przedsięwzięcie zakończyło się jednak fiaskiem.
Występował w kilku odmianach nadwozia: Toruing Sedan, Club Sedan, Sportster (roczniki 1953).

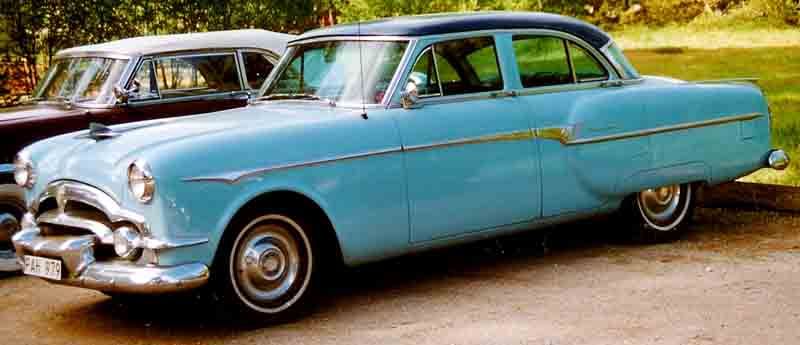
Packard Clipper 4-Door Sedan (1953)